# DR Salonwagen 10214
Der Salonwagen 10214 der Deutschen Reichsbahn wurde 1943 für Heinrich Himmler in Dienst gestellt und diente nach Gründung der Bundesrepublik Deutschland als Salonwagen für deren Bundespräsidenten.

## Geschichte
Spätestens seit Januar 1939 bemühte sich Heinrich Himmler um einen neuen Salonwagen, wurde in seinem Bemühen aber von Hermann Göring als Beauftragtem für den Vierjahresplan ausgebremst. So wurde der Wagen zwar 1939 bei Wegmann & Co. in Kassel in Auftrag gegeben, die Arbeiten auch begonnen, mussten aber nach Beginn des Zweiten Weltkriegs eingestellt werden. Bereits gefertigte Teile wurden bei Wegmann & Co. eingelagert. Erst 1943 wurde der Wagen dann doch noch gebaut.:137 Die Laufeigenschaften sollen nicht gut gewesen sein, vor allem war das Fahrgeräusch laut.
Wohl ab Ende August lief der Wagen im „Sonderzug Heinrich“, dem Sonderzug Heinrich Himmlers. Aufgefunden wurde das Fahrzeug nach Kriegsende in Süddeutschland oder Österreich und noch im Mai nach Frankfurt (Main) Süd gefahren. Dort kam es mit der Bezeichnung „104“ im Sonderzug A-100 von General Joseph T. McNarney, US-amerikanischer Oberkommandierender in Europa und Militärgouverneur der amerikanischen Besatzungszone in Deutschland, zum Einsatz.:138 1952 wurde das Fahrzeug an die Deutsche Bundesbahn (DB) übergeben, zunächst in Offenbach beheimatet, aber noch zum Jahresende als künftiger Salonwagen des Bundespräsidenten ausgesucht und daraufhin nach Köln umbeheimatet.:139
Anlässlich des Staatsbesuchs von Königin Elisabeth II. vom 18. bis 28. Mai 1965 hatte der Wagen einen großen Auftritt: Er war als Wohnwagen der Königin in deren Sonderzug eingereiht, mit dem sie für zehn Tage Deutschland bereiste und in dem sie meist auch übernachtete.
Für diesen Einsatz wurde das Fahrzeug umgebaut. Auch beim Staatsbesuch der Königin 1978 kam der Wagen zum Einsatz.:143
Beim Staatsbesuch von Schah Mohammad Reza Pahlavi und seiner Frau Farah 1967 in der Bundesrepublik Deutschland lief der Wagen als zweites Fahrzeug in deren Sonderzug.:142
Neben den Fahrten anlässlich der Staatsbesuche war der Wagen auch immer wieder für den Bundespräsidenten im Einsatz. Nach 1984 wurde das Fahrzeug ausgemustert und dem Verkehrsmuseum Nürnberg übergeben, in der Folgezeit von der Bundesbahn-Sozialwerk-Freizeitgruppe im Depot Lichtenfels des DB Museums gepflegt.:143

## Einrichtung
Bei Auslieferung war der Wagen wie folgt eingeteilt:138: Einstiegs- und Vorraum mit zwei Sesseln und der anschließende Salon erstreckten sich über die gesamte Breite des Fahrzeuges und waren mit einer vierflügeligen Glas-Klapptür verbunden. Die anschließenden Abteile reihten sich entlang eines Seitengangs, der bis zum Einstiegsraum am gegenüberliegenden Ende des Wagens reichte. Diese Abteile waren:
- Ein großes Wohn-Schlafabteil für Himmler,
- die Nasszellen. Sie waren zwischen den beiden großen Wohn- und Schlafabteilen angeordnet, entlang eines zweiten, parallel zum Seitengang verlaufenden weiteren Gangs, der die beiden Wohn- und Schlafabteile intern verband:
  - Wasch- und Toilettenraum für das Wohn-Schlafabteil von Himmler,
  - Raum mit einer Sitzbadewanne,
  - Wasch- und Toilettenraum für das zweite Wohn-Schlafabteil.
- Ein zweites, nicht ganz so großes Wohn-Schlafabteil,
- zwei Schlafabteile, die im Grundriss denen von Schlafwagen der Mitropa entsprachen und deren Trennwand zum Teil weggeklappt werden konnte,
- ein Gepäckraum mit einem Notbett,
- ein Schlaf- und Arbeitsraum für den Begleiter des Wagens und
- eine Toilette.

Für die Nutzung durch den Bundespräsidenten wurde der Salon neu möbliert.:140 Nach einer Beschwerde von Bundespräsident Heinrich Lübke über die schlechten Laufeigenschaften erhielt der Wagen 1960 für 76.000 DM neue Minden-Deutz-Drehgestelle.:139 und 1962 erhielt das Fahrzeug Gummiwulst-Übergänge.:140
Für den Einsatz im Sonderzug für Königin Elisabeth II. wurde das Fahrzeug 1965 umgebaut: Die Trennwand zwischen dem zweiten großen Wohn-Schlafraum und dem angrenzenden Schlafwagenabteil wurde ausgebaut und der neue große Raum als Ankleidezimmer gestaltet. Hier wurde auch ein (von der DB gemieteter) Tresor eingebaut. Auch die Wand zwischen den beiden folgenden Abteilen wurde ausgebaut. Dort entstand ein Garderobenraum mit Bügelbrett. Die vorhandene, teilweise wegklappbare Wand zwischen den ehemaligen Schlafabteilen blieb bestehen und trennte nun Ankleidezimmer und Garderobenraum. Die in diesem Bereich vorhandene Möblierung und Einbauten – etwa Gepäckablagen – wurden entfernt. Im Übrigen wurde der Wagen im Innern komplett renoviert.:140f
1972 wurde der Wagen erneut renoviert, erhielt neue Minden-Deutz-Drehgestelle, die seine zulässige Höchstgeschwindigkeit auf 160 km/h anhoben, und die neue Nummer 51 80 89-80 314-3 WGSüm802.:143